# Livina
Livina (allemand : Livina, hongrois : Lévna) est un village de Slovaquie situé dans la région de Trenčín.

## Histoire
La première mention écrite du village date de 1340.

## Démographie

### Évolution de la population
| Année:               | 1994. | 2004.    | 2014.   | 2024.   |
| -------------------- | ----- | -------- | ------- | ------- |
| Nombre de personnes: | 97    | 119      | 114     | 119     |
| Différence:          |       | +22,68 % | -4,20 % | +4,38 % |

| Année:               | 2023. | 2024.   |
| -------------------- | ----- | ------- |
| Nombre de personnes: | 120   | 119     |
| Différence:          |       | -0,83 % |